# ويستو (كامبريدجشير)
ويستو (بالإنجليزية: Wistow, Cambridgeshire)‏ هي قرية وأبرشية مدنية تقع في المملكة المتحدة في إنجلترا.